# مساهمة المرأة المسلمة في العلوم والتقنية
منذ العصر الذهبي الإسلامي، كان المسلمون، بما في ذلك النساء، يشاركون بنشاط في مختلف العلوم. شهدَت مشاركة النساء نشاطًا وخمولًا حسب الأجواء الاقتصادية والسياسية وبرزت في القرن 10 م، إلا أن النساء المسلمات منذ حوالي القرن 15 عانين أكثر من التمييز على أساس الجنس في العديد من البلدان الإسلامية بسبب الاعتقاد بأن بعض الممارسات التمييزية لها أساس في الإسلام نتيجة انتشار السلفية؛ وبروز قراءات تدعم ذلك في كتابات تيار ابن تيمية مثل قوله أن “المرأة أولى من الصبي في الوصاية” أي أن على وصاية الرجل على المرأة أولى من الطفل، كما أفتى للرجل الذي يخاف أن تخرج امرأته من غير إذنه قائلًا: “إن خاف الزوج خروج زوجته بلا إذنه، أسكنها حيث لا يمكنها الخروج. على الرغم من أن القرآن والأحاديث والسنة يدعو إلى العدل في الحقوق بين الرجال والنساء في طلب المعرفة.

## الأفراد

### رفيدة الأسلمية
تُعرف أيضًا باسم الممرضة الأولى في التاريخ الإسلامي، قادت رفيدة الأسلمية فريقًا من الممرضات المتطوعات في معارك بدر، وأحد، والخندق، وخيبر، وغيرها من الصراعات لرعاية الجرحى والمحتضرين. كما لعبت دورًا في تطوير أول وحدات طبية متنقلة لتلبية متطلبات المجتمع للرعاية الطبية. ومن خلال مساعدة والدها سعد الأسلمي، تعلمت رفيدة معظم علومها. أصبحت معالجة بعد أن كرّست وقتها لرعاية المرضى وتمريضهم. كانت تمارس مهاراتها في خيمتها خلال المعارك. وكان النبي محمد يطلب إرسال جميع المصابين إلى خيمة تمريضها لأنها تمتعَت بخبرة عالية في هذا المجال.
أطلقت جامعة الآغا خان في باكستان اسمها على كلية التمريض والتوليد تكريمًا لخدمتها. تُمنح جائزة رفيدة الأسلمية سنويًا من جامعة البحرين للممرضات المتميزات.

### الشفاء بنت عبد الله
عملت الشفاء بنت عبد الله في الإدارة العامة وتدربت في الطب. كانت أول امرأة مسلمة تدرس الممارسات الطبية التقليدية. على الرغم من أن اسمها كان ليلى، فقد سُميَت باسم الشفاء بسبب مهنتها كممرضة. كانت طريقتها في علاج المرضى هي استخدام العلاج الوقائي ضد لدغات النمل. وقد حظيت طريقتها بموافقة محمد، وطلب منها تدريب نساء أخريات.

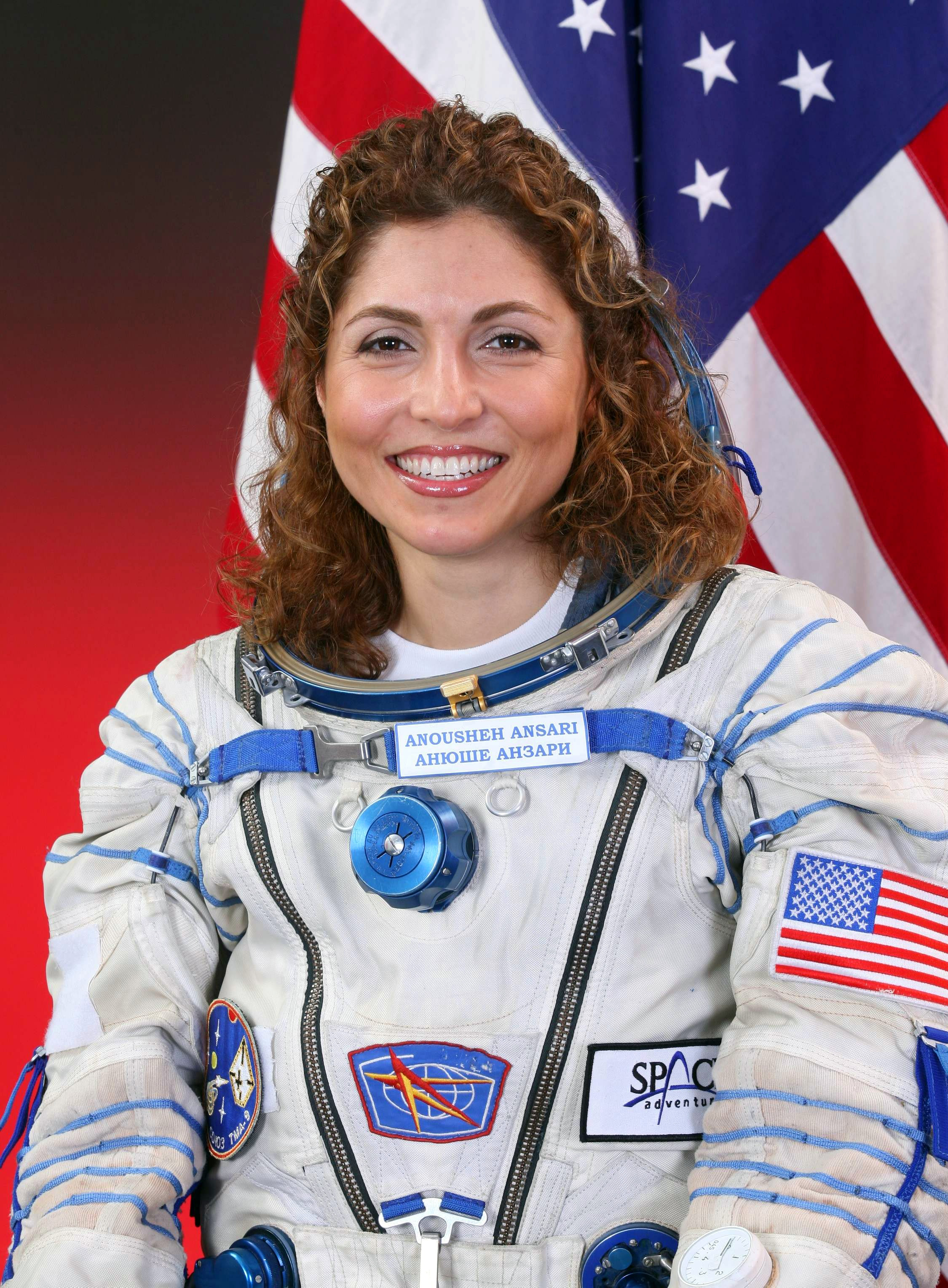
أنوشه أنصاري

### أنوشه أنصاري
في 18 أيلول 2006، أصبحت أنوشه أنصاري أول مستكشفة فضاء خاصة في سن الأربعين. انطلقت من كازاخستان في مركبة الفضاء الروسية سويوز هاجرت من إيران إلى أمريكا عندما كانت تبلغ من العمر حوالي 17 عامًا، في عام 1984. في عام 1993، عمل زوجها حامد أنصاري وصهرها أمير أنصاري معًا وقاموا بتمويل شركة تسمى تليكوم للتقنية (Telecom Technologies Inc). حصلت أنصاري على درجة البكالوريوس في هندسة الكمبيوتر والإلكترونيات من جامعة جورج ماسون، في فيرفاكس، في فيرجينيا. وبعد فترة وجيزة، أكملت درجة الماجستير في واشنطن العاصمة، في جامعة جورج واشنطن. تحدثت أنوشيه عدة لغات مختلفة، مثل الفارسية ، والفرنسية، والإنجليزية، والروسية والتي تعلمتها من أجل رحلاتها الفضائية.

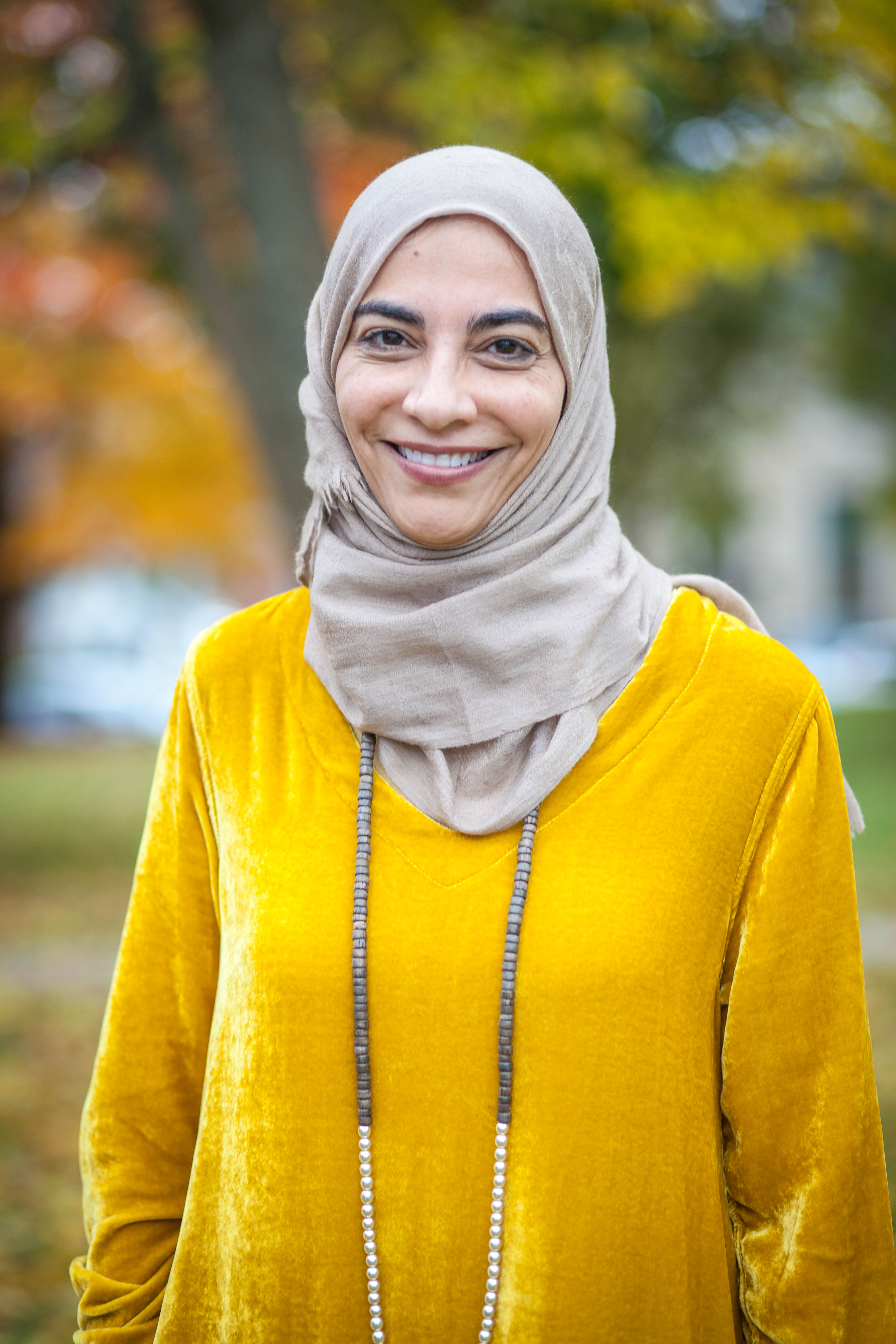
حياة سندي

### حياة السندي
حياة السندي هي عالمة طبية في المملكة العربية السعودية. وهي أيضًا أول امرأة ضمن أعضاء مجلس الشورى السعودي. وكانت مساهماتها مفيدة للغاية في مجال التثنية الحيوية والاختبارات الطبية. "مهمتي هي إيجاد طرق بسيطة وغير مكلفة لمراقبة الصحة، مصممة خصيصًا للأماكن النائية والظروف القاسية" وقد تم التأكد من أن أجهزة الاختبار الخاصة بها لا تتطلب طاقة خارجية أو كهرباء. لم تتحدث سندي الإنجليزية مطلقًا أو حتى تسافر خارج المملكة العربية السعودية، ولكنها في النهاية انتقلت إلى إنجلترا لحضور الجامعة. بعد تعلمها للغة الإنجليزية، تقدمت بطلب إلى جامعة كامبريدج لدراسة التقنية الحيوية وكانت أول امرأة تُقبل فيه.

### لابانا قرطبة
كانت لبنة القرطبية في الأصل جارية من أصل غير عربي، وارتقت إلى أن أصبحت شخصية مهمة في القصر الأموي في قرطبة.

### سُطَيْطَةُ المَحْمَلِي
وهي من عائلة بغدادية متعلمة تعليماً عاليًا (والدها أبو عبد الله الحسين كان قاضيًا ومؤلفًا لعدة كتب في الفقه الإسلامي). لكن سُطيطة تفوقت في الرياضيات، حيث أثبتت أنها جيدة في الحساب والفرائض.

### مريم الأسطرلابية

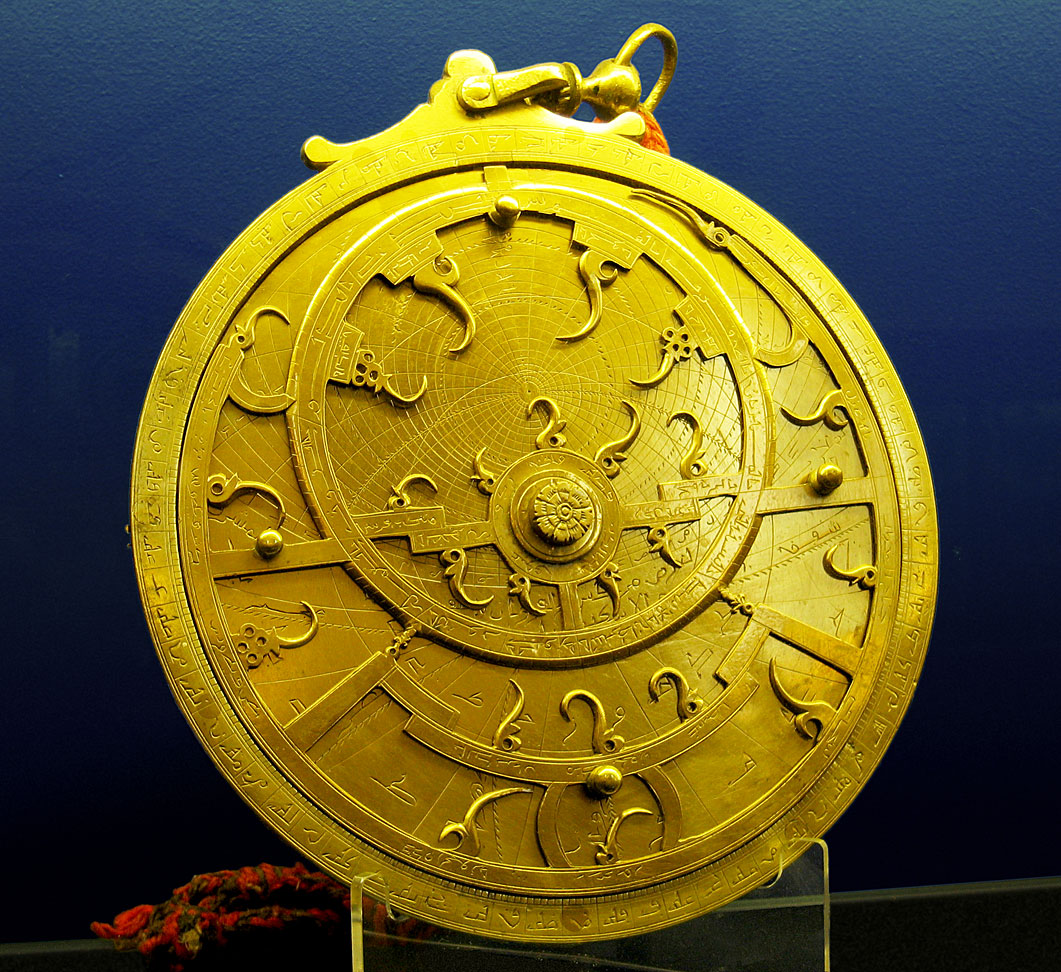

يتحدث ابن النديم (ت. 998)، كاتب السيرة والباحث المسلم الشهير، عن امرأة تُدعى العجيلة في كتابه الفهرست، مدعيًا أنها كانت من بين تلاميذ بيتولس، صانع أسطرلاب مشهور من القرن العاشر عاش في بغداد. كان اسمها الكامل مريم الأسطرلابي (ت. 967) وكانت ابنة صانع أسطرلاب شهير، العجيلي الأسطرلابي، الذي عاش في حلب وكان أيضًا تلميذًا لبيتولس. كانت تصاميم الأسطرلاب المصنوعة يدويًا لمريم العجيلية معقدة ومبتكرة لدرجة أنها عملت من عام 944 إلى عام 967 في بلاط سيف الدولة، وهو حاكم حمداني قوي مقره في شمال الشام.

### جوهر نصيب سلطان
في أوائل القرن الثالث عشر، قامت جوهرة نصيب سلطان (توفيت عام 1206)، ابنة قلج أرسلان الثاني من سلطنة سلاجقة الروم، بإنشاء مجمع رائع يضم مستشفى ومدرسة مجاورة مخصصة للدراسات الطبية ومسجدًا. يقع هذا المجمع في مدينة قيصري بتركيا، ويعتبر مثالاً بارزًا للهندسة المعمارية السلجوقية، ولا يزال يحمل اسم الأميرة - مجمع جيفهير نسيبة.

### فاطمة الفهري

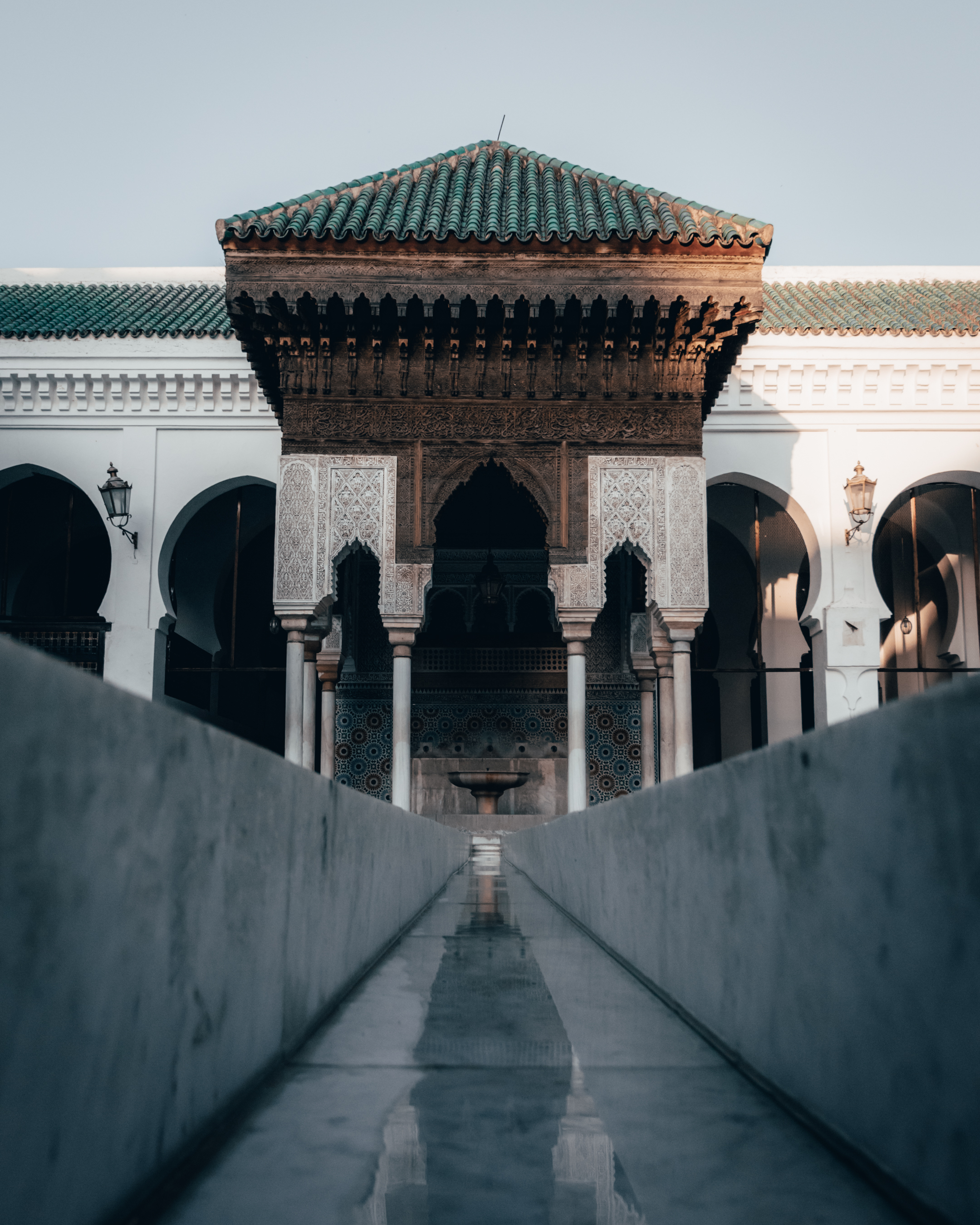
صحن القرويين، ٢١٠٩

يُعد مجمع جامعة القرويين الكبير في فاس، أحد أقدم الجامعات في العالم، وقد أُنشئَ في عام 841 على يد فاطمة الفهرية. كانت فاطمة فتاة تقية وورعة ومتعلمة من مدينة القيروان (تونس)، ورثت مبلغًا كبيرًا من المال من والدها وقررت استخدامه من أجل تحويل فاس إلى مركز عظيم للتعلم. وقد تعهدت بإنفاق ميراثها بالكامل لتحقيق هذا الحلم، ومن هذه البدايات المتواضعة، تطورت جامعة القرويين لتصبح مركزاً عظيماً للتعليم الديني والمناقشة السياسية، وامتدت مناهجها تدريجياً لتغطية جميع المواد، وخاصة العلوم الطبيعية (ومن ثم اكتسبت اسمها كواحدة من أولى الجامعات). في أوجها، كانت جامعة القرويين مجهزة تجهيزًا جيدًا بالأدوات الفلكية، في حين كانت "غرفة التوقيتات" بها تحتوي على الإسطرلابات والساعات الرملية وغيرها من الأدوات لحساب الوقت. وقد استقطب تنوع مواضيعها وجودة تدريسها العلماء والطلاب من كل حدب وصوب، مما ساهم بشكل كبير في ازدهار الحضارة الإسلامية.

### فاطمة المجريطي (حوالي القرن العاشر)
يُعتقد أنها كانت عالمة فلك أندلسية، وهي ابنة عالم الفلك والرياضيات مسلمة المجريطي. هناك جدل كبير حول الدقة التاريخية لشخصية فاطمة المجريطي.

### عالمة الفلك للخليفة للحكم (حوالي القرن العاشر)
كانت عالمة فلك عملت في قصر الخليفة الأندلسي الحكم المستنصر بالله (حكم 961-976).

### مريم الزناتية (ت 1356)
ماهرة في علم الكيمياء والشعر. كانت من قبيلة الزنات البربرية الأمازيغية الشهيرة في القيروان.

### دهمة بنت يحيى بن المرتضى (ت 1434)
عالمة زيدية أقامت في مدينة ثيلة باليمن، حيث كانت تدرس الفقه. وكانت بارعة في مختلف العلوم، فتفوقت في النحو والأصول والمنطق والفلك والكيمياء والشعر.

### مساعد أبو عبد الله الكناني (ت. القرن الحادي عشر)
كانت بارعة في الطب والعلوم الطبيعية ومعرفة علم التشريح وغيرها من العلوم.

## المنظمات

### المنتدى الدولي للمرأة في العلوم والتكنولوجيا في الدول الإسلامية
أقيم المنتدى الدولي حول المرأة في العلوم والتكنولوجيا في البلدان الإسلامية من الأمم المتحدة بشأن التغييرات التي أحدثتها المرأة في مجال العلوم في البلدان الإسلامية.

### الجمعية الدولية للمرأة المسلمة في العلوم
تأسست الجمعية الدولية للمرأة المسلمة في العلوم (ISMWS) في عام 2010، وتضم حاليًا 300 عضو من 31 دولة. وتعمل في مجالات مختلفة مثل التواصل والتعاون وربط المؤسسات عبر الحدود وتسليط الضوء على النساء المساهمات في العلوم.

## طالع أيضًا
- المرأة في الإسلام